# Portugiesische Badmintonmeisterschaft 2002
Die Portugiesische Badmintonmeisterschaft 2002 fand vom 18. bis zum 19. Mai 2002 in Vila da Feira statt. Es war die 45. Austragung der nationalen Titelkämpfe in Portugal.

## Finalergebnisse
| Disziplin    | Sieger                           | Finalist                         | Ergebnis |
| ------------ | -------------------------------- | -------------------------------- | -------- |
| Herreneinzel | Marco Vasconcelos                | Ricardo Fernandes                | 2-1      |
| Dameneinzel  | Telma Santos                     | Tânia Faria                      | 2-0      |
| Herrendoppel | Hugo Rodrigues Marco Vasconcelos | Fernando Silva Ricardo Fernandes | 2-1      |
| Damendoppel  | Filipa Lamy Telma Santos         | Tânia Faria Francis Pereira      | 2-0      |
| Mixed        | Fernando Silva Filipa Lamy       | Hugo Rodrigues Helena Berimbau   | 2-0      |